# Cryptobothria papuana
Cryptobothria papuana är en kvalsterart som beskrevs av Balogh 1970. Cryptobothria papuana ingår i släktet Cryptobothria och familjen Punctoribatidae. Inga underarter finns listade i Catalogue of Life.